# أولاد بن عيسى (بني مطهر)
أولاد بن عيسى هي إحدى مشيخات المملكة المغربية، تتبع جغرافيا لإقليم جرادة وإداريًا لبني مطهر. يقدر عدد سكانها بـ 3287 نسمة حسب الإحصاء الرسمي للسكان والسكنى لسنة 2004.